# Jerzy Pietrkiewicz
Jerzy Pietrkiewicz, ps. Peterkiewicz, Eugenia Zdebska (ur. 29 września 1916 w Fabiankach, zm. 26 października 2007 w Londynie) – polski prozaik, poeta, tłumacz i historyk literatury.

## Życiorys
Ukończył gimnazjum we Włocławku, studiował w Warszawie. Był związany z grupą warszawskich pisarzy pochodzących ze środowisk wiejskich – „autentystów”. Publikował w pismach „Kuźnia Młodych”, „Okolica Poetów”, „Prosto z Mostu”.
Jego teksty publicystyczne i wiersze z okresu dwudziestolecia międzywojennego należały najpierw do „nurtu chłopskiego”, a pod koniec lat trzydziestych były coraz bardziej nacjonalistyczne.
Wiosną 1939 opublikował w czasopiśmie „Jutro Pracy” tekst, który stał się głośny i został przedrukowany w innych gazetach. W artykule tym zaatakował bezpośrednio poetów żydowskiego pochodzenia: Tuwima, Słonimskiego i Wittlina za ich pacyfistyczne wiersze publikowane w latach dwudziestych, sugerując konfiskatę wszystkich książek tych twórców, a nawet powieszenie autorów; charakter jego tekstu publicystycznego był ogólnie antysemicki. Tekst spotkał się z mocnymi reakcjami, zarówno popierającymi, jak i krytycznymi. Wkrótce potem opublikował kolejny pamflet pod pseudonimem Eugenia Zebska w dzienniku "Polska Zbrojna".  Kontynuacją tej publikacji była broszura Marii Jehanne Wielopolskiej „Silni, zwarci, gotowi ale i... czujni. Rzecz o wczorajszych dywersantach”. Istnieją przekazy wskazujące, że Pietrkiewicz zmienił swe poglądy na Żydów po wojnie. 
W 1939 r. opuścił kraj i przez Rumunię oraz Francję udał się na emigrację do Wielkiej Brytanii. Tu ukończył studia na uniwersytecie w St. Andrews. Doktorat z anglistyki uzyskał w 1947 r. na londyńskim King’s College. W latach 1950–1979 był profesorem i kierownikiem Departamentu Języków i Literatur Słowiańskich na Uniwersytecie Londyńskim, gdzie wykładał literaturę polską. Za jego najważniejsze dzieło naukowe uchodzi praca Literatura polska w perspektywie europejskiej (1986). 
Laureat Nagrody Związku Pisarzy Polskich na Obczyźnie w 1980 roku.
W latach 80. XX w. zaczęły ukazywać się w Polsce tłumaczenia niektórych jego angielskojęzycznych powieści oraz wiersze. Od tego czasu publikował też swoje teksty w takich czasopismach, jak: „Pamiętnik Literacki”, „Inspiracje”, „Regiony”, „Poezja”, „Gazeta Niedzielna”, „Przekrój”, „Słowo”, „Przegląd Katolicki”, „Odra”.
Przyjaźnił się z księdzem Janem Twardowskim i Karolem Wojtyłą.
Zmarł w Londynie w 2007 r. Został pochowany w Polsce w dwóch miejscach: pierwsza urna z prochami spoczęła w grobie rodzinnym w Szpetalu Górnym, druga w miejscowości Skępe – obie w woj. kujawsko-pomorskim. Jest patronem Publicznej Szkoły Podstawowej w Fabiankach oraz Ośrodka Kultury Dobrzyńskiej w Rypinie. Jego imieniem została również nazwana biblioteka w Zespole Szkół Katolickich imienia księdza Jana Długosza we Włocławku. W 2007 r. uhonorowany został tytułem „Honorowy Członek Dobrzyńskiego Towarzystwa Naukowego w Rypinie”.
Nieznany szerzej i niedoceniany w Polsce – zarówno w czasach PRL (jako twórca emigracyjny z antykomunistycznymi poglądami), jak i współcześnie. Określany przez znawców jako „Drugi po Conradzie mistrz słowa angielskiego i polskiego”.
Postanowieniem prezydenta RP Lecha Wałęsy z 28 czerwca 1995 został odznaczony Krzyżem Komandorskim Orderu Odrodzenia Polski za wybitne zasługi dla kultury polskiej.

## Twórczość
Zadebiutował w wieku 19 lat tomikiem Wiersze o dzieciństwie (1935 r.). Rok później ukazał się, tematycznie związany z debiutem, poemat Prowincja. Pierwszy okres jego twórczości to wiersze i poematy, głównie o tematyce religijnej i egzystencjalnej (wybór Kula magiczna 1980).
Po 1939 r. napisał m.in. Szarżę pod Kutnem czy zbiór opowiadań Umarli nie są bezbronni.
Jest autorem ośmiu powieści w języku angielskim, publikowanych pod pseudonimem Peterkiewicz od 1953 r. Już w pierwszej – The knotted cord (Sznur z węzłami z 1953 r.) – zaprezentował typ wyobraźni chłopskiej i zarazem polskiej. Jej tematyka to dzieciństwo autora, dom rodzinny, wieś i ojczyzna. Za jedną z najważniejszych uznawana jest powieść Isolation (Odosobnienie z 1959 r.), W języku angielskim opublikował także autobiografię i szereg opracowań krytycznoliterackich.
Tłumaczył poezję polską na język angielski i angielską na polski (Antologia liryki angielskiej 1300-1950). Był jedynym tłumaczem na świecie oficjalnie upoważnionym do przekładu poezji Karola Wojtyły na język angielski.

## Publikacje
Literatura piękna opublikowana po raz pierwszy w języku polskim:
- Wiersze o dzieciństwie (wiersze), 1935
- Prowincja (poemat), 1936
- Po chłopsku (powieść), 1941
- Pokarm cierpki (wiersze), Londyn: nakł. Myśli Polskiej 1943
- Pogrzeb Europy, 1946
- Piąty poemat, 1950
- Poematy londyńskie i wiersze przedwojenne (wiersze), Paryż: Instytut Literacki 1965
- Kula magiczna (wybór wierszy), 1980
- Poezje wybrane, Warszawa 1986
- Modlitwy intelektu (wybór wierszy), Warszawa: Instytut Wydawniczy „Pax” 1988
- Wiersze dobrzyńskie, Warszawa: Civitas Christiana 1994
- Słowa są bez poręczy (wiersze), Warszawa: Instytut Wydawniczy „Pax” 1998

Inne publikacje w języku polskim (w tym przełożone z angielskiego – bez powieści):
- Literatura polska w perspektywie europejskiej: studia i rozprawy [przeł. Anna Olszewska-Marcinkiewicz i Ignacy Sieradzki; wyb. i oprac. Jerzy Starnawski], Państwowy Instytut Wydawniczy 1986.
- Polish Prose and Verse (antologia tekstów w języku polskim przeznaczona dla celów akademickich na anglojęzycznych uniwersytetach), London: The Athlone Press 1956.
- Antologia liryki angielskiej: 1300-1950 (tłumaczenie), Londyn: Katolicki Ośrodek Wydawniczy Veritas 1958, [wyd. 1 krajowe] Warszawa: Instytut Wydawniczy „Pax” 1987
- Proroctwo mesjaniczne: rzecz do ponownego rozważenia [przeł. Alicja H. Moskalowa], London: School of Slavonic and East European Studies 1991
- Małe ojczyzny na mapie czasu, Warszawa; Londyn: Prowincjonalna Oficyna Wydawnicza 2001
- Dla pokrzepienia mózgów: szkice literackie z lat 1940–1948, Toruń: Wydawnictwo UMK 2002
- Druga strona milczenia: poeta u krańców mowy [przeł. Jan Jackowicz], Warszawa: Agawa 2002.
- Sami swoi: zdarzyło się w czasie żniw, Toruń: Archiwum Emigracji: Uniwersytet Mikołaja Kopernika 2003.

Powieści opublikowane po raz pierwszy w języku angielskim:
- The knotted cord (powieść), 1953 wyd. polskie Sznur z węzłami, Warszawa: Instytut Wydawniczy „Pax” 2005
- Loot and Loyalty (powieść) 1955
- Future to Let (powieść), 1958
- Isolation (powieść), 1959 wyd. polskie Odosobnienie: powieść w pięciu aktach, Warszawa: Państwowy Instytut Wydawniczy 1990
- The Quick and the dead (powieść), 1961 wyd. polskie Gdy opadają łuski ciała: powieść, Warszawa: Ludowa Spółdzielnia Wydawnicza 1986
- That angel burning at my left side (powieść), 1963 wyd. polskie Anioł ognisty, mój anioł lewy, Lublin: Norbertinum, Warszawa: Mart 1993
- Inner Circle (powieść), 1966 wyd. polskie Wewnętrzne koło, Warszawa: Ludowa Spółdzielnia Wydawnicza 1988
- Green flows the Bile (powieść), 1969

Inne publikacje w języku angielskim:
- Five Centuries of Polish Poetry (przekład), 1960
- Polish Literature in its European Context, London: School of Slavonic and East European Studies 1962
- The Other Side of the Silence (krytyka literacka), 1970
- The Third Adam (praca o mariawitach), 1975
- Easter vigil and other poems (przekład poezji Karola Wojtyły), New York: Random House 1979
- Collected poems (przekład poezji Karola Wojtyły), 1982
- In the scales of fate: an autobiography (autobiografia), London; New York: Marion Boyars 1993. Wyd. polskie: Na szali losu, Warszawa: Iskry 2016
- Metropolitan idyll, London: Poets and Painters Press 1997
- Poems, letters, drawings (przekład poezji Cypriana Norwida we współp. z Christine Brooke-Rose i Burns Singer), Manchester: Carcanet 2000
- Roman triptych: meditations (przekład: Jan Paweł II Tryptyk rzymski: medytacje), Kraków: Wydawnictwo Literackie, 2003.
- Polish literature from the European perspective: studies and treaties (we współp. z Krystyną Kujawińską-Courtney i in.), Łódź: Łódzkie Towarzystwo Naukowe 2006